# Расселл (гора, Калифорния)
Расселл (англ. Mount Russell), горная вершина в системе Сьерра-Невада в Калифорнии, США, на территории национального парка Секвойя. Находится в 1,3 км к северу от горы Уитни (самой высокой в хребте). Достигает 4296 метров (7-е место среди вершин штата).
Под горой расположено озеро Тулаиньо.